# 1749
Het jaar 1749 is het 49e jaar in de 18e eeuw volgens de christelijke jaartelling.

## Gebeurtenissen
januari
- 26 - Het VOC-schip de Amsterdam loopt vast op het strand van Hastings.

februari
- 3 februari - Franse militairen verlaten Maastricht; Staats garnizoen keert terug

juni
- 21 - In Würzburg wordt de 69-jarige non Maria Renata Singer als heks verbrand.

juli
- 9 - De stad Halifax wordt gesticht als een militaire basis voor de Britten door generaal Edward Cornwallis en een handvol kolonisten.

augustus
- 3 - In de Tweede Oorlog om de Carnatic vindt de Slag bij Ambur plaats. Met Franse steun bemachtigt Chanda Sahib, een schoonzoon van de nawab van Arcot, de troon van Haiderabad.

zonder datum
- In de Republiek worden alle zilveren en gouden munten voorzien van een kartelrand, die het probleem van het snoeien moet tegengaan. Op die manier willen de Staten-Generaal het vertrouwen in de gulden vergroten.
- Het Mataram-rijk op Midden-Java vervalt bij het overlijden van Sunan Pakubuwono II aan de Vereenigde Oostindische Compagnie.
- Onder druk van koning George II van Groot-Brittannië herroept keizerin Maria Theresia het decreet uit 1740 dat alle joden gelastte Praag te verlaten.
- Eerste vermelding ooit van een elfstedentocht in Friesland[1]

## Muziek
- Eerste uitvoering van Die Kunst der Fuge van Johann Sebastian Bach
- In Londen vindt de eerste uitvoering van de oratoria Solomon en Susanna van Georg Friedrich Händel plaats
- Jean-Philippe Rameau componeert de opera Zoroastre
- Georg Christoph Wagenseil componeert de opera L'olimpiade

## Bouwkunst

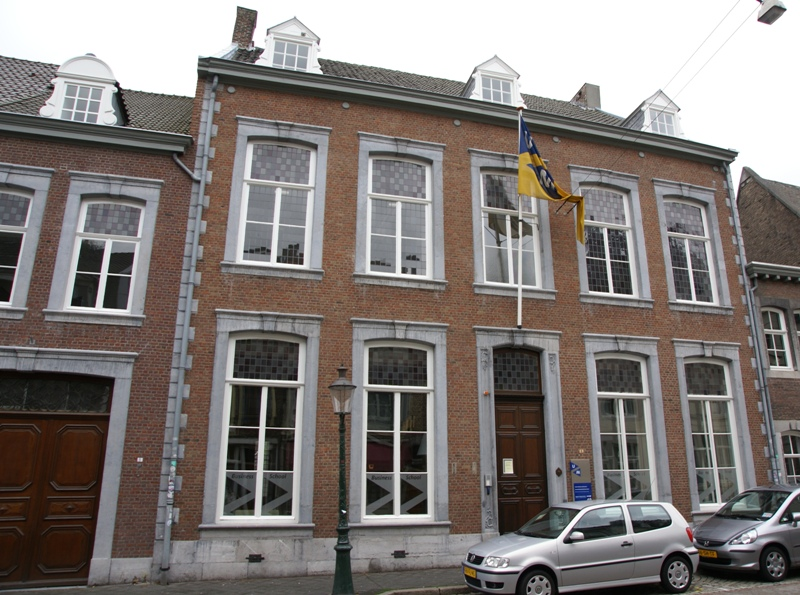
Herenhuis Tongersestraat, Maastricht
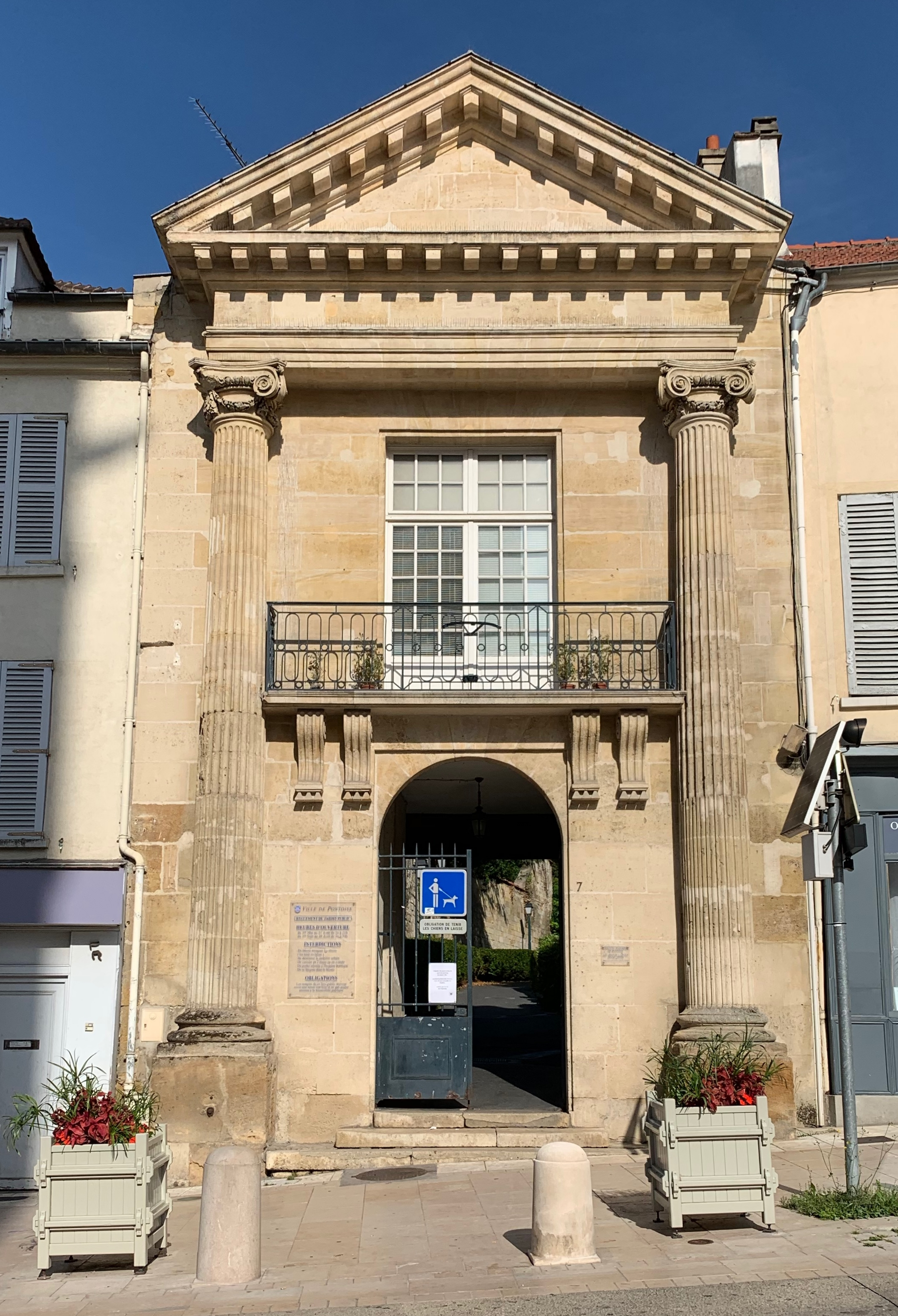
Oude stadhuis, Pontoise
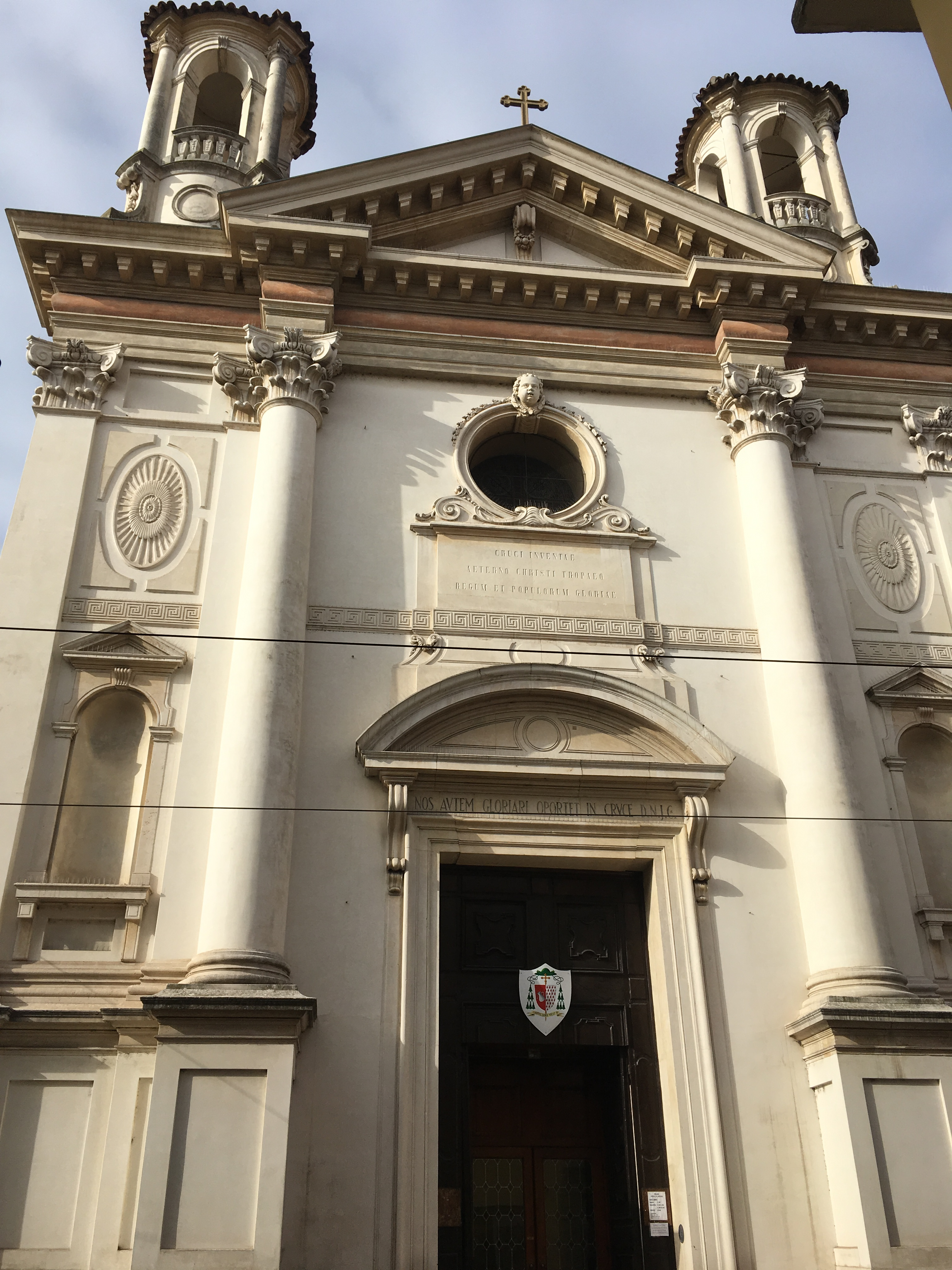
Santa Croce, Padua
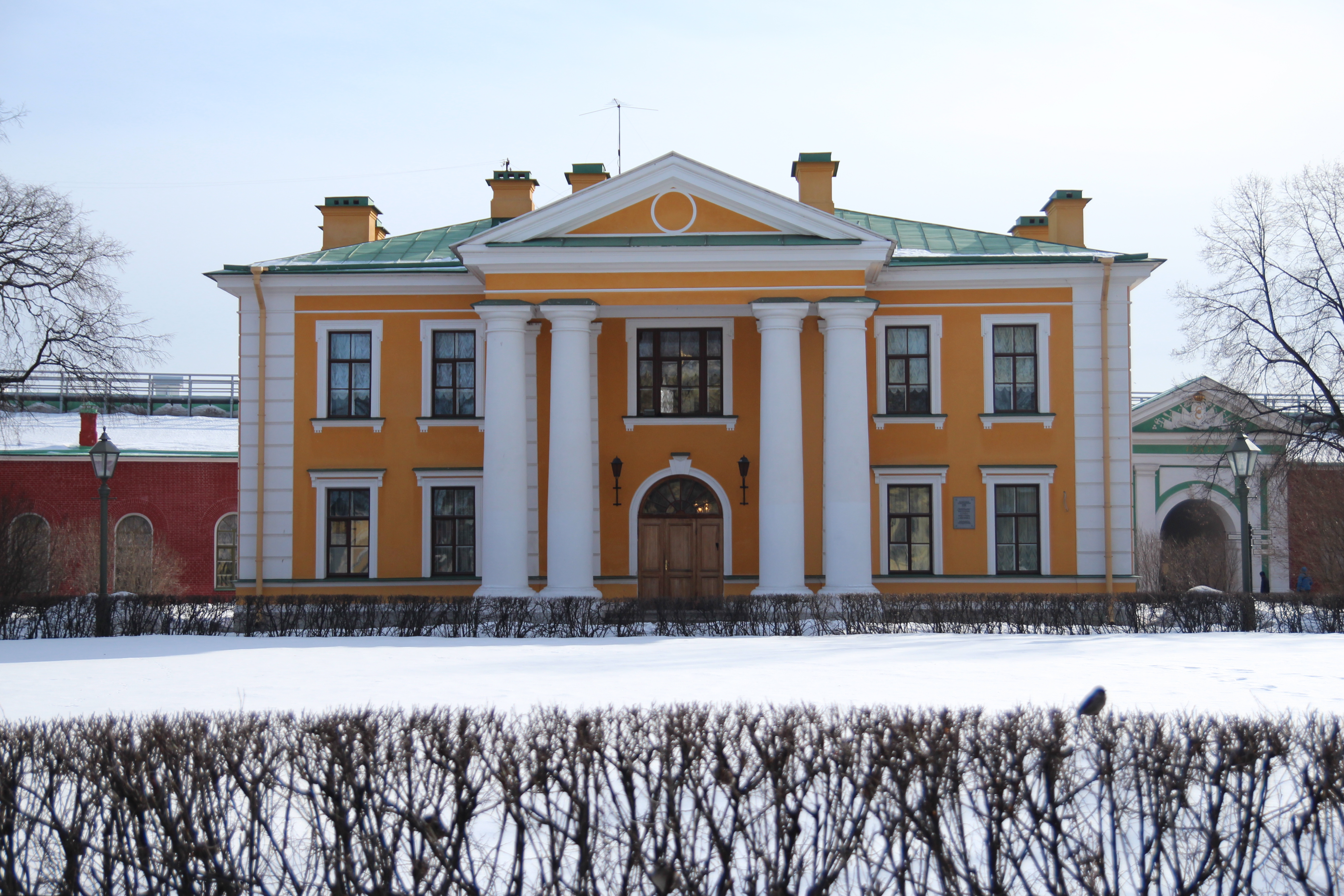
Militair wachthuis Petrus-en-Paulusvesting, Sint-Petersburg

## Geboren
januari
- 29 - Christiaan VII van Denemarken (overleden 1808)

maart
- 9 - Honoré Gabriel de Riqueti (overleden 1791)
- 10 - Lorenzo da Ponte, Italiaans librettoschrijver (overleden 1838)
- 23 - Pierre-Simon Laplace, Frans wiskundige (overleden 1827)
- 30 - Tiberius Cavallo, Italiaans natuurkundige en natuurfilosoof (overleden 1809)

mei
- 17 - Edward Jenner, Brits arts en ontdekker van het vaccinatieprincipe (overleden 1823)

augustus
- 28 - Johann Wolfgang von Goethe, Duits schrijver, wetenschapper en filosoof (overleden 1832)

oktober
- 22 - Theodorus van Kooten, eerste Nederlandse minister van onderwijs (overleden 1813)

december
- 14 - Pieter Pijpers, Nederlands dichter en toneelschrijver (overleden 1805)
- 17 - Domenico Cimarosa, Italiaans componist (overleden 1801)

## Overleden
maart
- 23 - Cornelis Sweerts (80), Nederlands dichter

juni
- 17 - Johann Bernhard Bach (73), Duits componist

juli
- 3 - William Jones (74), Welsh wiskundige

oktober
- 19 - Louis Nicolas Clérambault (72), Frans orgelcomponist

november
- 27 - Gottfried Heinrich Stölzel (59), Duits componist, kapelmeester en muziektheoreticus

december
- 19 - Francesco Antonio Bonporti (77), Italiaans priester en componist